# Rutil

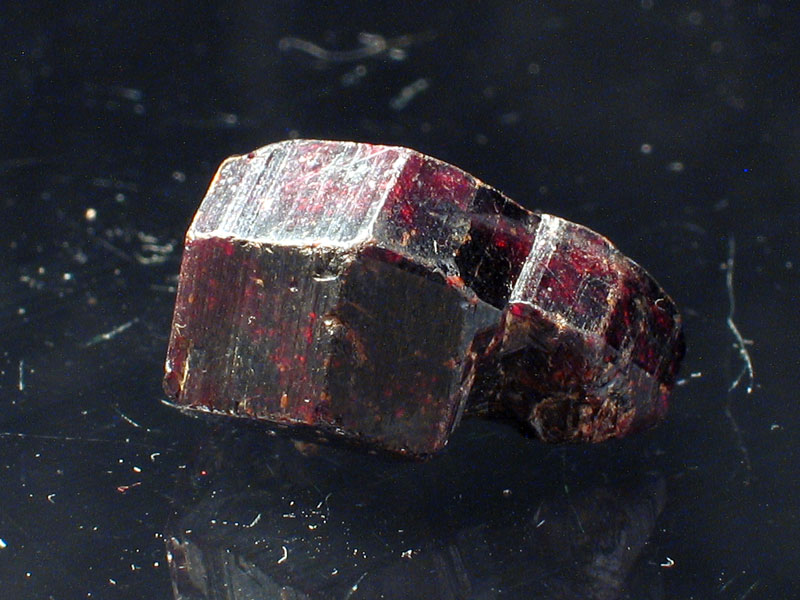

Rutil (lat. rutilus, "rödaktig") är ett mineral huvudsakligen bestående av titandioxid, TiO2.
Rutil är vanligen svart, rödbrunt eller rött till färgen och har diamantglans. Det har ljusbrunt eller gulaktigt streck.

## Förekomst
Rutil förekommer som spårmineral i de flesta urberg. Mineralet bildar titanmalm. Rutil utvinns även ur strandsand i Australien och Sydafrika. I Sverige finns rutil bland annat i Hålsjöberget i Värmland.

## Användning
Titandioxid används bland annat som vitt färgpigment, titanvitt. Rutil används också i keramisk framställning, inte minst i så kallade kristallglasyrer och "effektglasyrer". Anledningen är att titanet främjar kristallbildningen i glasyrerna. Kristallbildningen kan ge upphov till en rad dekorativa effekter. Pigmentet klarar dessutom mycket höga temperaturer.
Rutil används också som keramiskt antioxidationshölje på svetselektroder. Dessa svetselektroder heter därför rutila svetselektroder och är kända för att vara speciellt lättsvetsade. Ett elektrodhölje av rutil möjliggör svetsning på väldigt tunt material utan genombränning exempelvis plåt med en tjocklek av ca 1,5 mm och uppåt. Det finns även basiska svetselektroder, vilka är belagda med en annan typ av keramiskt material.
Rutil används vanligen inte i smycken eftersom det har ett karaktäristiskt transparent "oäkta" utseende på grund av sin höga dispersion och reflexion, vilket ger det många färger.

## Rutilstruktur

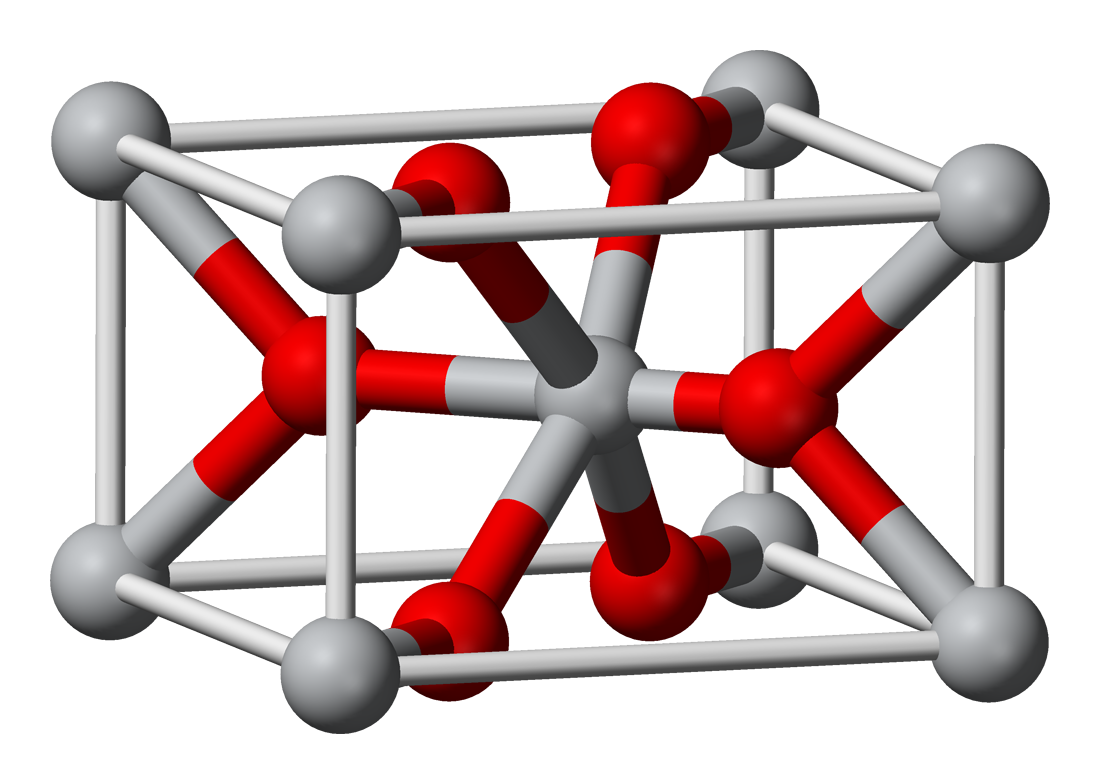
RutilstrukturenRött representerar syreatomer och grått metallatomer.

Kristallstrukturen hos rutil hör till det tetragonala systemet. Mer specifikt har det en struktur som fått dess namn, rutilstruktur, och mineraler med liknande kristallstruktur kan sägas tillhöra rutilgruppen.
Ämnena i rutilgruppen har den generella formeln AX2, där X är antingen syre- eller fluor-atomer och finns i dubbelt antal i förhållande till A, som vanligen är metallatomer med en radie som är i storleksordning med titanatomerna i TiO2.

### Rutilpigment
Färgpigment med rutilstruktur, framställda genom kalcinering vid hög temperatur, hör till gruppen komplexa oorganiska pigment. De har utmärkt ljusäkthet, hög tålighet för kemikalier och både sura och basiska miljöer; de klarar även temperaturer på över 1000°C, vilket gör dem särskilt lämpliga vid infärgning av plaster och för keramik. Rutilstrukturen gör dessutom att metaller som annars skulle varit giftiga har så låg biotillgänglighet att dessa pigment inte anses skadliga.
Vid framställning av rutilpigment utgår man från titandioxid, TiO2, och låter metaller av lämplig mängd och typ, för önskad färg och egenskap, ersätta en del av titanet.